# 8975 Аттіс
8975 Аттіс (8975 Atthis) — астероїд головного поясу.
Тіссеранів параметр щодо Юпітера — 3,506.